# Николаев, Денис Игоревич
Дени́с И́горевич Никола́ев (род. 18 января 1974) — российский легкоатлет, специалист по бегу на короткие дистанции. Выступал на профессиональном уровне в 1993—2003 годах, победитель и призёр первенств всероссийского значения, участник ряда крупных международных стартов, в том числе чемпионата мира в Севилье. Представлял Санкт-Петербург. Мастер спорта России международного класса.

## Биография
Денис Николаев родился 18 января 1974 года.
Занимался лёгкой атлетикой в Санкт-Петербурге, окончил Санкт-Петербургское Училище олимпийского резерва № 1.
Впервые заявил о себе на международном уровне в сезоне 1993 года, когда вошёл в состав российской национальной сборной и выступил на юниорском европейском первенстве в Сан-Себастьяне — стал восьмым в беге на 100 метров, четвёртым в беге на 200 метров, седьмым в эстафете 4 × 100 метров.
В 1997 году в дисциплине 200 метров одержал победу на зимнем чемпионате России в Волгограде, финишировал восьмым на Мемориале братьев Знаменских в Москве. На летнем чемпионате России в Туле выиграл бронзовые медали в беге на 200 метров и в эстафете 4 × 100 метров.
В 1998 году выиграл несколько турниров в Санкт-Петербурге, на дистанции 200 метров взял бронзу на зимнем чемпионате России в Москве.
В 1999 года в 200-метровой дисциплине превзошёл всех соперников на Мемориале братьев Знаменских в Москве. Будучи студентом, представлял страну на Всемирной Универсиаде в Пальме — в беге на 200 метров остановился на стадии четвертьфиналов, в эстафете 4 × 100 метров так же в финал не вышел. На чемпионате России в Туле получил серебро на дистанциях 100 и 200 метров, в обоих случаях уступив Сергею Слукину. Благодаря череде удачных выступлений удостоился права представлять российскую сборную на чемпионате мира в Севилье — здесь на предварительном квалификационном этапе эстафеты 4 × 100 метров российская команда была дисквалифицирована.
В 2000 году помимо прочего выиграл бронзовую медаль в беге на 200 метров на чемпионате России в Туле.
Завершил спортивную карьеру по окончании сезона 2003 года.
За выдающиеся спортивные достижения удостоен почётного звания «Мастер спорта России международного класса» (1999).
Впоследствии работал тренером по лёгкой атлетике и ОФП в Санкт-Петербурге.